# Selecționata de fotbal a Frøyei
Selecționata de fotbal a Frøyei reprezintă Frøya  în fotbalul internațional și este controlată de Frøya Idrettsråd. Nu este afiliată nici la FIFA și nici la UEFA. A jucat mai multe meciuri la Jocurile Islandei.

## Meciuri selectate
| Dată         | Stadion                                 | Gazdă | Adversar          | Scor   |
| ------------ | --------------------------------------- | ----- | ----------------- | ------ |
| 02 iul 2009  | Jocurile Islandei 2009 - Insulele Åland | Frøya | Insulele Falkland | 3 - 1  |
| 30 iun 2009  | Jocurile Islandei 2009 - Insulele Åland | Frøya | Guernsey          | 0 - 8  |
| 29 iun 2009  | Jocurile Islandei 2009 - Insulele Åland | Frøya | Gibraltar         | 0 - 8  |
| 28 iun 2009  | Jocurile Islandei 2009 - Insulele Åland | Frøya | Ynys Môn          | 0 - 3  |
| 5 iul 2007   | Jocurile Islandei 2007 - Rodos          | Frøya | Insulele Åland    | 1 - 3  |
| 4 iul 2007   | Jocurile Islandei 2007 - Rodos          | Frøya | Gotland           | 0 - 3  |
| 2 iul 2007   | Jocurile Islandei 2007 - Rodos          | Frøya | Saaremaa          | 2 - 3  |
| 1 iul 2007   | Jocurile Islandei 2007 - Rodos          | Frøya | Rodos             | 1 - 3  |
| 3 iul 2003   | Jocurile Islandei 2003 - Alderney       | Frøya | Sark              | 15 - 0 |
| 1 iul 2003   | Jocurile Islandei 2003 - Guernsey       | Frøya | Shetland          | 1 - 3  |
| 30 iun 2003  | Jocurile Islandei 2003 - Guernsey       | Frøya | Gotland           | 2 - 2  |
| 29 iun 2003  | Jocurile Islandei 2003 - Guernsey       | Frøya | Jersey            | 1 - 5  |
| 2 iul 1999   | Jocurile Islandei 1999 - Gotland        | Frøya | Gibraltar         | 1 - 5  |
| 1 iul 1999   | Jocurile Islandei 1999 - Gotland        | Frøya | Guernsey          | 2 - 4  |
| 29 iun 1999  | Jocurile Islandei 1999 - Gotland        | Frøya | Saaremaa          | 1 - 4  |
| J28 iun 1999 | Jocurile Islandei 1999 - Gotland        | Frøya | Groenlanda        | 1 - 3  |
| 27 iun 1999  | Jocurile Islandei 1999 - Gotland        | Frøya | Insula Wight      | 2 - 6  |
| 3 iul 1997   | Jocurile Islandei 1997 - Jersey         | Frøya | Hitra             | 4 - 1  |
| 3 iul 1997   | Jocurile Islandei 1997 - Jersey         | Frøya | Groenlanda        | 2 - 1  |
| 1 iul 1997   | Jocurile Islandei 1997 - Jersey         | Frøya | Gibraltar         | 0 - 4  |
| 30 iun 1997  | Jocurile Islandei 1997 - Jersey         | Frøya | Guernsey          | 0 - 3  |
| 29 iun 1997  | Jocurile Islandei 1997 - Jersey         | Frøya | Jersey            | 1 - 4  |

## Lot[1]
- (P) Magnus Ustad (Fröya FK)
- (P) Eirik Vatn (Fröya FK)
- Kim Arntzen (Fröya FK)
- Joran Adolfsen (Fröya FK)
- Olav Andreas Bekken (Fröya FK)
- Trond Bekken
- Per Ove Espnes (Fröya FK)
- Martin Gaaso (Fröya FK)
- Andreas Johansen (Fröya FK)
- Jorgen Utvik Karlsen (Fröya FK)
- Aqqalu Luberth
- Richard Meland (Fröya FK)
- Benjamin Midtsian
- Erik Baardseng
- Tomas Pedersen
- Mats Einar Rotnes
- Leif Jone Stromo (Fröya FK)
- Jon Ivar Theodorsen (Fröya FK)
- Arnold Antonsen (Fröya FK)
- Rune Vikan (Fröya FK)